# Sera Tengah
Sera Tengah is een bestuurslaag in het regentschap Sumenep van de provincie Oost-Java, Indonesië. Sera Tengah telt 846 inwoners (volkstelling 2010).